# I Want You (canção de Bob Dylan)
"I Want You" é uma canção escrita e gravada pelo músico norte-americano Bob Dylan, em 1966. Gravada nas primeiras horas da manhã de 10 de março, foi a última música registrada para o álbum duplo Blonde on Blonde. Foi apresentada como single em junho, pouco antes do lançamento do álbum.
Havia três tomadas completas da canção, com a tomada final e um overdub de guitarra incluindo a principal. A sessão de gravação completa foi lançada na edição de 18 discos de The Bootleg Series Vol. 12: The Cutting Edge 1965–1966 em 2015, com a penúltima versão da música também aparecendo nas versões de 6 e 2 discos daquele álbum.
Dylan cantou a música como uma balada lenta durante a turnê mundial em 1978, como foi ouvido em Bob Dylan at Budokan, lançado no ano seguinte. Também revisitou a música em 1987 em uma co-turnê com o Grateful Dead; essa versão foi lançada em 1989 no álbum Dylan & The Dead.
O lado B do single era uma versão ao vivo de "Just Like Tom Thumb's Blues", gravado em Liverpool, Inglaterra, no Teatro Odeon, em 14 de maio de 1966. (Esta foi a primeira gravação de Dylan lançada ao vivo com os Hawks, depois a banda)

## Letras
Sean Wilentz observou inúmeros fracassos documentados nos primeiros rascunhos das letras; "deputados perguntando-lhe o seu nome ... versos sobre pais descendo abraçados um ao outro e sobre suas filhas colocando-o para baixo porque ele não é seu irmão". Finalmente Dylan chegou na fórmula certa. O aspecto sentimental da canção foi parcialmente explicado em uma entrevista de 1966: "Não são apenas belas palavras para sintonizar ou colocar músicas em palavras ... [São] as palavras e a música [juntas] — eu posso ouvir o som do que eu quero dizer."
Andy Gill notou que a tensão da música é alcançada pelo equilíbrio do "endereço direto" do refrão, a frase repetida "eu quero você", e um estranho elenco de personagens "numerosos demais para caber confortavelmente nos três minutos da música", incluindo um agente funerário culpado, um moedor de órgãos solitário, pais chorosos, mães, salvadores adormecidos, a Dama de Espadas e uma criança dançando com um traje chinês. Gill relatou que "a criança que dança" foi interpretada como uma referência a Brian Jones dos Rolling Stones, e sua então namorada Anita Pallenberg. Clinton Heylin concordou que pode haver elementos para isso, porque a criança que dança afirma que "o tempo estava do seu lado", como uma referência a "Time Is On My Side", o primeiro sucesso dos Stones nos Estados Unidos.

## Performance nas paradas musicais
A revista Billboard registrou o lançamento de "I Want You" em sua edição de 25 de junho, e previu que alcançaria as 20 mais tocadas. A faixa entrou nas paradas da Billboard Hot 100 em 2 de julho de 1966, na 90ª posição, e a revista puncionou o single como uma "performance de estrela" — um lado "registrando o maior progresso proporcional nessa semana". Chegou a posição 20 em 30 de julho.
"I Want You" entrou nos gráficos da Cashbox na 59ª posição em 2 de julho e foi aproveitada para um forte movimento de alta. Subiu lentamente e chegou a posição 25 em 6 de agosto. Também foi um grande sucesso no Reino Unido, onde atingiu o 16º lugar.